# Tomasz Motyka
Tomasz Marek Motyka (Breslavia, 8 maggio 1981) è uno schermidore polacco, vincitore di una medaglia d'argento nella scherma ai giochi olimpici.

## Palmarès
In carriera ha conseguito i seguenti risultati:
- Giochi Olimpici:

Pechino 2008: argento nella spada a squadre.
- Mondiali di scherma

Antalia 2009: bronzo nella spada a squadre.
- Europei di scherma

Mosca 2002: argento nella spada a squadre.
Bourges 2003: bronzo nella spada individuale.
Copenaghen 2004: argento nella spada a squadre.
Zalaegerszeg 2005: oro nella spada individuale ed a squadre.
Smirne 2006: argento nella spada a squadre.
Gand 2007: argento nella spada a squadre.
Sheffield 2011: bronzo nella spada individuale.